# Мютюелізм
Мютюелізм (фр. mutuellisme) — утопічно–економічне вчення П'єра Жозефа Прудона про мирну перебудову суспільства за допомогою особливої системи кредиту, за якої відбувався б обмін послугами між його учасниками; один із напрямів анархізму.